# Stuart Malutki (powieść)
Stuart Malutki (ang. Stuart Little) – powieść dla dzieci autorstwa E.B. White’a z 1945 roku.

## Fabuła
W rodzinie państwa Malutkich w Nowym Jorku przyszedł na świat drugi syn. Okazało się, że zarówno wzrostem, jak i wyglądem przypomina mysz. Rodzice nazwali go Stuartem. Zarówno oni, jak i brat bardzo go kochali i starali się stworzyć mu jak najlepsze warunki. Stuart okazał się dzielnym stworzeniem i uwielbiał przygody. By przeżyć ich jak najwięcej, wyruszył w podróż miniaturowym samochodem na poszukiwanie zaginionego ptaszka, z którym się bardzo zaprzyjaźnił.

## Ekranizacje
- Stuart Malutki – film z 1999
  - Stuart Malutki 2 – film z 2002
  - Stuart Malutki 3: Trochę natury – film z 2005
- Stuart Malutki – serial animowany (2003–2004)